# Thermorthemis
Genre
Thermorthemis est un genre de la famille des Libellulidae appartenant au sous-ordre des anisoptères dans l'ordre des odonates. Il comprend deux espèces.

## Espèces du genre
- Thermorthemis comorensis (Fraser, 1958)
- Thermorthemis madagascariensis (Rambur, 1842)